# خوشه گیسو
خوشهٔ گیسو (انگلیسی: Coma Cluster) یکی از بزرگ‌ترین و متراکم‌ترین خوشه‌های کهکشانی شناخته‌شده در جهان هستی است. این خوشه در فاصلهٔ حدود ۳۲۰ میلیون سال نوری از زمین قرار دارد و شامل هزاران کهکشان است که هر کدام میلیاردها ستاره را در خود جای داده‌اند.
خوشه گیسو به دلیل تعداد زیاد کهکشان‌های بیضوی‌شکل و همچنین وجود مقادیر زیادی گاز داغ و ماده تاریک، مورد توجه دانشمندان است. این خوشه به عنوان یک آزمایشگاه طبیعی برای مطالعهٔ تکامل کهکشان‌ها و ساختار بزرگ مقیاس جهان هستی استفاده می‌شود.
یکی از ویژگی‌های جالب خوشه گیسو، انتشار پرتو ایکس از آن است که نشان‌دهندهٔ وجود گاز داغ در فضای بین کهکشان‌هاست. این گاز داغ به دلیل گرانش قوی خوشه، در دمای بسیار بالایی قرار دارد و باعث انتشار پرتو ایکس می‌شود.

## ویژگی‌ها
خوشه گیسو (Abell 1656) یک خوشه کهکشانی بزرگ است که شامل بیش از ۱۰۰۰ کهکشان شناسایی‌شده می‌باشد. در کنار خوشه شیر (Abell 1367)، این یکی از دو خوشه اصلی تشکیل‌دهنده ابرخوشه گیسو است. این خوشه در صورت فلکی گیسو قرار دارد و نام خود را از آن گرفته است.
میانگین فاصله خوشه از زمین ۹۹ مگاپارسک (۳۲۱ میلیون سال نوری) است. ده کهکشان مارپیچی درخشان آن دارای قدر ظاهری ۱۲–۱۴ هستند که با تلسکوپ‌های آماتوری بزرگتر از ۲۰ سانتی‌متر قابل مشاهده هستند. منطقه مرکزی تحت سلطه دو کهکشان بیضوی غول‌پیکر است: NGC 4874 و NGC 4889. این خوشه در آسمان در چند درجه‌ای قطب شمالی کهکشانی قرار دارد. اکثر کهکشان‌هایی که در بخش مرکزی خوشه گیسو ساکن هستند، بیضوی هستند. هر دو کهکشان بیضوی کوتوله و غول‌پیکر به وفور در خوشه گیسو یافت می‌شوند.

## اعضای خوشه
همان‌طور که برای خوشه‌هایی با این غنا معمول است، کهکشان‌ها عمدتاً از نوع کهکشان‌های بیضوی و کهکشان‌های عدسی هستند و تنها تعداد کمی کهکشان مارپیچی جوان‌تر وجود دارد، و بسیاری از آنها احتمالاً در نزدیکی حومه خوشه قرار دارند.
گستره کامل خوشه تا زمانی که در دهه ۱۹۵۰ توسط اخترشناسان در رصدخانه پالومار به‌طور کامل‌تری مورد مطالعه قرار گرفت، درک نشده بود، اگرچه بسیاری از کهکشان‌های منفرد در این خوشه قبلاً شناسایی شده بودند.

## ماده تاریک
خوشه گیسو یکی از اولین مکان‌هایی است که در آن ناهنجاری‌های گرانشی مشاهده‌شده به عنوان نشانه‌ای از جرم مشاهده‌نشده در نظر گرفته شدند. در سال ۱۹۳۳ فریتس تسوئیکی نشان داد که کهکشان‌های خوشه گیسو برای اینکه خوشه توسط ماده مرئی کهکشان‌هایش در کنار هم نگه داشته شود، خیلی سریع حرکت می‌کنند. اگرچه ایده ماده تاریک تا پنجاه سال دیگر پذیرفته نشد، تسوئیکی نوشت که کهکشان‌ها باید توسط "dunkle Materie" (ماده تاریک) کنار هم نگه داشته شوند.
اعتقاد بر این است که حدود ۹۰ درصد از جرم خوشه گیسو به شکل ماده تاریک است. با این حال، توزیع ماده تاریک در سراسر خوشه به خوبی محدود نشده است.

## منبع پرتو ایکس
یک منبع اشعه ایکس گسترده در مرکز ۱۳۰۰+۲۸ در جهت خوشه کهکشانی گیسو قبل از اوت ۱۹۶۶ گزارش شد. این رصد اشعه ایکس توسط بالن انجام شد، اما منبع در پرواز موشک ژرفاسنج پرتاب شده توسط گروه نجوم اشعه ایکس در آزمایشگاه تحقیقات نیروی دریایی در ۲۵ نوامبر ۱۹۶۴ شناسایی نشد. یک منبع قوی اشعه ایکس توسط ماهواره رصدخانه پرتو ایکس Uhuru در نزدیکی مرکز خوشه گیسو مشاهده شد و پیشنهاد شد که این منبع Coma X-1 نامگذاری شود.
خوشه گیسو حاوی حدود ۸۰۰ کهکشان در یک منطقه ۱۰۰ x ۱۰۰ دقیقه قوسی از کره آسمانی است. منبع نزدیک مرکز در RA (1950) 12h56m ± 2m Dec ۲۸°۶' ± ۱۲' دارای درخشندگی Lx = 2.6 x 1044 ergs/s است. از آنجایی که منبع با اندازه حدود ۴۵ دقیقه گسترش یافته است، این موضوع این احتمال را که یک کهکشان واحد مسئول انتشار باشد، رد می‌کند. مشاهدات Uhuru نشان داد که قدرت منبع در ۲۵ کیلو الکترون ولت بیشتر از ~۱۰–۳ فوتون cm-2s-1keV-1 نیست، که با مشاهدات قبلی که ادعا می‌کردند قدرت منبع ~۱۰–۲ فوتون cm-2s-1keV-1 در ۲۵ کیلو الکترون ولت و اندازه ۵ درجه است، مغایرت دارد.